# Луценко Іван Антонович
Луцéнко Івáн Антóнович (17 травня, 1915, Ак-Мечеть, Ананьївський повіт — 27 травня, 2006, Київ) — літературознавець, критик, педагог. 
Доктор філологічних наук, професор.

## Біографія
Народився 17 травня 1915 року в селі Ак-Мечеть Херсонської губернії (нині - с. Прибужжя Доманівського району Миколаївської області) в сім'ї селянина-бідняка.  
1941 році закінчив Одеський педагогічний інститут. Учасник німецько-радянської війни. Був тричі поранений. Нагороджений бойовими орденами і медалями: "Червоної Зірки", "Вітчизняної війни" (І, ІІ ст.), "За мужність" та ін.  
У 1945-1949 роках працював спеціальним кореспондентом одеської газети «Чорноморська комуна» (нині - "Чорноморські новини"). 
В 1949 році захистив  дисертацію  на здобуття наукового ступеня кандидата філологічних наук, а у 1968 році —  докторську дисертацію. 
У 1947-1953 роках працював в Одеському педагогічному інституті, в 1953 - 1964 роках  — в  Херсонському педагогічному інституті. У 1964-1971 роках був  доцентом у Дніпропетровському державному університеті. 
В 1972-1979 роках завідував кафедрою української літератури Миколаївського педагогічного інституту, тісно співпрацював з Миколаївською обласною організацією Спілки письменників України (тодішній голова - Божаткін Михайло Іванович). Серед ініціаторів та перших керівників літературної студії при педінституті. Для підсилення потенціалу кафедри 1979 року запросив на роботу викладачем поета Дмитра Креміня, в майбутньому - Шевченківського лауреата.
Він - у числі організаторів проведення в Миколаєві Всесоюзної творчої конференції з питань науково-технічної революції і досягнень літератури. ("Дні літератури", травень 1980 р.). В ній взяли участь: секретар правління СП СРСР Михайло Годенко, поети Марк Лисянський, заввідділом поезії журналу “Юность” Натан Злотніков, Володимир Кочетов, Людмила Щипахіна, прозаїки Раймондес Кашаускас, Олександр Чепіжний, Володимир Маняк, головний редактор “Роман-газети” Геннадій Гусєв, публіцист Елігій Ставський, письменники Вацлав Михальський, Ілля Штемлер, Володимир Кочетов, Олег Салинський, літературний критик, заввідділом Геннадій Красухін, спецкор із “Литературной газеты” прозаїк Наум Мар, які зустрічалися з мешканцями Миколаєва, Вознесенського, Очаківського, Миколаївського (с. Ковалівка) і Жовтневого районів, а також з робітниками ЧСЗ, заводу імені 61 комунара, “Океану”. Побували вони і на о. Березань. У тих Днях літератури взяли участь і миколаївські літератори: Михайло Божаткін, В’ячеслав Качурін, Кирило Курашкевич, Іван Григурко, Дмитро Кремінь.
У 1980-1988 роках  завідував кафедрою методики української мови і літератури Київського педагогічного інституту.
В 1988-1998 роках був професором Національного педагогічного університету імені М. Драгоманова. 
Член Національної Спілки письменників України з 1950 року 
Помер 27 травня 2006 року в Києві.

## Наукова діяльність
Перу І. А. Луценка належить близько 300 наукових праць, серед них більш 10 монографій, навчальних посібників, упорядкованих ним хрестоматій. 
Автор книжок «Олекса Десняк» (1951), «Коста Хетагуров» (1961), «Образ смуглявої сестри України» (1968), «Українсько-грузинські літературні зв'язки в їх історичному розвиткові» (1968), «Деякі закономірності взаємин літератур народів СРСР» (1972), «Образи чоловіків і жінок у підручниках і дитячій літературі УРСР» (1982), «Тарас Шевченко та Осетія» (2002). У згаданих працях досліджував витоки й розвиток українсько-грузинських та грузинсько-осетинських літературних зв'язків, в тому числі, в контексті тяжіння до творчості Т.Г. Шевченка. Один із таких прикладів - К.Хетагуров,чиї життя і творчість, переплетені з Очаковом та Херсоном, розглядалися крізь призму Шевченкової долі. Дослідник порівнював поему "Гайдамаки" із поемами "Плакуча скеля" та "Хетаг" осетинського письменника. І.А.Луценко - автор статті "Осетинська література і Т.Шевченко" до "Шевченківського словника" (1976-1978).
І.А.Луценко був серед організаторів міжкультурних зв'язків між письменниками півдня України та Кавказу. За його підтримки наприкінці 1970-х між літераторами з Миколаївщини та колегами зі Ставропілля, Північної Осетії, Південної Осетії, Чечено-Інгушетії зав’язалася творча дружба. Обмін делегаціями розширив маршрути творчих поїздок куточками країнами. Одна з таких відбулася і до Миколаївщини, вінцем якої стала поетична антологія взаємних перекладів. Зустрічна поїздка - на Північний Кавказ, де миколаївська делегація взяла участь у Лермонтовських днях поезії в П’ятигорську. Дмитро Кремінь був серед тих, хто переклав осетинських поетів: Г.Плієва, М.Камбердієва, Г.Дзугаєва та ін.
Він очолював групу українських вчених, які на замовлення ЮНЕСКО написали дві монографії з проблем розвитку народної освіти в Україні (видані в Парижі франц. та англ. мовами). 
Упорядник 2-томника "Українська дитяча література. Хрестоматія" (1992).

### Твори
- Луценко І. А. Фронтові листи Олекси Десняка / І. А. Луценко.// Наукові записки Одеського державного педагогічного інституту ім. К. Д. Ушинського. — Т. ІХ. Випуск історико-філологічний.— Одеса, 1950. —  С. 113 - 122.
- Луценко, І. А. Олекса Десняк: нарис про життя і творчість / І. А. Луценко. — К.: Держлітвидав, 1951. — 96 с.
- Луценко, І. А. Коста Хетагуров і Україна: Деякі питання українсько-осетинських літературних зв'язків / І. А. Луценко. — Херсон: Кн.-газ. вид-во, 1961. -126 с.
- Луценко, И. А. «Дружно возьмемся — качнется гора!»: литературоведческий очерк / И. А. Луценко // Родники: проза, стихи. — Одесса, 1980. — С. 250—261.
- Луценко, І. А. Тарас Шевченко та Осетія: (Штрихи українсько-осетинських літературних взаємозв'язків): [монографія] / І. А. Луценко, І. В. Братусь. — К. : Либідь, 2002. — 184 с. : іл.

## Нагороди
- Ордени Червоної Зірки, Вітчизняної війни 1-го та 2-го ступеня, «За мужність».

- 19 медалей за бойові та трудові заслуги.